# دهستان چاهک
دهستان چاهک، یکی از دهستان‌های بخش چاهک شهرستان خاتم در استان یزد ایران است. مرکز این دهستان، روستای چاهک است.

## جمعیت
بر پایه سرشماری عمومی نفوس و مسکن در سال ۱۳۹۵، جمعیت دهستان چاهک برابر با ۴٬۶۴۵ نفر بوده‌است.